# وفاة الملكة إليزابيث الأم وجنازتها
توفت الملكة الأم إليزابيث (الاسم قبل الزواج: إليزابيث بوس ليون)، أرملة جورج السادس ملك المملكة المتحدة وأم الملكة إليزابيث الثانية، أثناء نومها في رويال لودج بتاريخ 30 مارس 2002، بعمر 101. بدأت بموت الملكة إجراءات عملية «تاي بريدج»، وهي خطة تفصيلية لعدة إجراءات تتضمن إذاعة معلومات الوفاة والحداد الوطني وجنازتها. قدم ممثلي الدول والشعوب حول العالم تعازيهم للملكة والشعب البريطاني ومواطني الكومنولث. ترك العامة زهورًا ورسائل للتعزية أمام المساكن الملكية، بالتزامن مع إعراب أفراد العائلة الملكية عن إجلالهم وتقديرهم للملكة الأم علانيةً وذلك في الأيام التالية لوفاتها. شُيعت جنازتها الشعبية في الثلاثاء 9 أبريل 2002 في وستمنستر آبي في لندن. شاهد الحدث ما يقدر بعشرة ملايين شخص في المملكة المتحدة.

## الشهور الأخيرة والوفاة
أُصيبت الملكة الأم بنزلة برد شديدة أصابتها خلال عيد الميلاد عام 2001. لزمت فراشها بساندرينغهام بعد آخر مشاركة علنية لها في 22 نوفمبر 2001، حينما حضرت إعادة استخدام حاملة الطائرات إتش أم أس أرك رويال. إلا أن الملكة الأم صممت على حضور جنازة ابنتها الصغرى الأميرة مارغريت، برغم تفويتها العديد من الأحداث المجدولة، من بينها، على سبيل المثال، احتفالات ذكرى عيد ميلاد الأميرة أليس، دوقة جلاستر، في 12 ديسمبر عام 2001، وغداء معهد النساء السنوي (الذي كانت ترأسه) في 23 يناير 2002، والقداس الكنسي التقليدي في ساندرينغهام. انزلقت الملكة الأم في غرفة جلوسها بساندرينغهام، يوم 13 فبراير، ما أثار قلقًا بالغًا لابنتها الملكة وأفراد العائلة الملكية، إلا أنها سافرت في اليوم التالي إلى وندسر بطائرة هليكوبتر. حضرت الجنازة في 15 فبراير على كرسي نقال بنوافذ معتمة (والتي استخدمته مارغريت مؤخرًا) محجوبة عن الصحافة، وذلك تلبيةً لرغباتها بألا يُلتقَط لها صورًا وهي بالكرسي المتحرك. عادت بعدها لرويال لودج. حضرت الملكة الأم مأدبة غداء في حفلة إيتن بيجلز وشاهدت سباقات شلتنهام في التلفاز في 5 مارس 2002، إلا أن صحتها تدهورت بسرعة خلال آخر أسابيع لها بعد الرجوع لبيتها الملكي للمرة الأخيرة. ضعُفت صحتها أكثر خلال شهر مارس 2002، وتوفت وابنتها الملكة إليزابيث الثانية الباقية بجانب سريرها في 30 مارس (السبت المقدس) في الساعة 15:15 بتوقيت جرينتش.

## ردود الفعل وآثار الوفاة

### العائلة الملكية
عاد الأمير تشارلز، من عطلته بسويسرا، والأمير أندرو، من عطلته ببربادوس، إلى المملكة المتحدة فور علمهما بوفاة جدتهما. يرقد جسدها في هيكل «الكنيسة الملكية لجميع القديسين» بالقرب من رويال لودج، حيث حضرت الملكة والعائلية الملكية صلاة المساء في اليوم التالي لوفاتها. اجتمع بعد ذلك الأمير أندرو وابنتيه الأميرة بياتريس والأميرة يوجيني مع العامة. وصف الأمير أندرو جدته بأنها شخص استثنائي جدًا. أعرب الأميران وليام وهاري عن إجلالهما وتقديرهما لجدتهما الكبيرة «الملهمة». أما الملكة وأمير ويلز، فكلاهما أعربا عن تقديرهما وإجلالهما للملكة في برامج تلفزيونية منفصلة. التقت الملكة ودوق إدنبرج في 4 أبريل بالمشيعين في قلعة وندسور وشاهدوا الثناءات.